# Mario Jiménez
Mario Jesús Jiménez Díaz (Moguer, Huelva, el 7 de febrero de 1971) es un político español, miembro del PSOE-A, formación de la que fue portavoz en el Parlamento de Andalucía entre 2013 y 2019.

## Biografía
Portavoz del PSOE de Andalucía en el parlamento andaluz desde el 25 de marzo de 2010. El 8 de julio de 2012 fue nombrado vicesecretario general del PSOE-A, convirtiéndose en el número 2 del partido en Andalucía, renunciando a la portavocía parlamententaria pero manteniendo la presidencia del grupo.
Tras la llegada a la presidencia de la Junta de Andalucía de Susana Díaz fue designado senador por el Parlamento de Andalucía. Tras el congreso extraordinario del PSOE-A, en el que cesa como vicesecretario general, renuncia también al acta de senador tras asumir de nuevo la portavocía del grupo socialista en el Parlamento de Andalucía hasta 2019.

## Cargos desempeñados
- Diputado por la provincia de Huelva en el Parlamento de Andalucía. (Desde 2000)
- Secretario general del PSOE de Huelva. (2008-2012)
- Portavoz del Grupo Socialista en el Parlamento de Andalucía. (2010-2012)
- Presidente del Grupo Socialista en el Parlamento de Andalucía. (2010-2019)
- Vicesecretario general del PSOE-A. (2012-2013)
- Senador designado por el Parlamento de Andalucía (2013).
- Vicepresidente de Cajasol
- Portavoz del Grupo Socialista en el Parlamento de Andalucía. (2013-2019)
- Vocal y Portavoz de la Comisión Gestora del PSOE (2016-2017)